# Moyen-Cavally
Moyen-Cavally var mellan 2000 och 2011 en region i Elfenbenskusten. Den var belägen i den sydvästra delen av landet, 250 km väster om huvudstaden Yamoussoukro. Vid folkräkningen 1998 hade den blivande regionen 508 733 invånare. Arean var 14 150 kvadratkilometer.